# Sam Westerholm

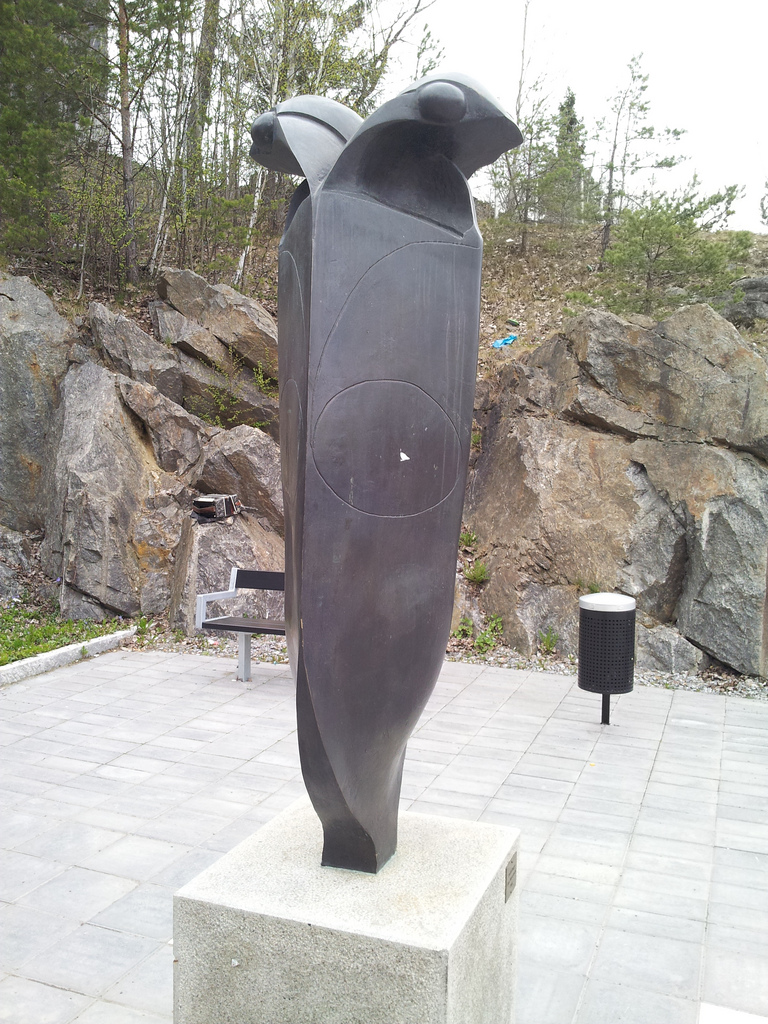
Dubbelbagge i Flemingsberg i Huddinge

Sam Westerholm, född 1947 i Ingå i Finland, är bildkonstnär och skulptör och grafiker, tecknare och målare.
Sam Westerholm utbildade sig vid Konstfackskolan, Konstskolan Idun Lovén, Gerlesborgsskolan och för Bror Marklund på Konsthögskolan.
Sam Westerholm finns representerad vid bland annat Statens porträttsamling och Nationalmuseum i Stockholm.

## Offentliga verk i urval
- Genom arbete i arbete, 1986, på Olof Palmes plats i Göteborg.
- Dubbelbagge, 1998, mellan Flemingsbergs station och Södertörns högskola i Huddinge kommun.
- Vågspel med fisk, fontän, 1998, Stadsparken i Nynäshamn.
- Minnessten tillägnad arbetarförfattaren Maria Sandel, 2021, Sankt Göransparken, Kungsholmen, Stockholm.[2]